# فترة إراتوستينية
الفترة الإراتوستينية (بالإنجليزية: Eratosthenian)‏، تمتد في المقياس الزمني الجيولوجي القمري من 3,200 مليون سنة إلى 1,100 مليون سنة مضت. وقد سُميت بهذا الاسم نسبة إلى فوهة إراتوستينس، التي تظهر خصائص نموذجية للفوهات في هذا العصر، والأسطح التي لم تتآكل بشكل كبير بسبب التأثيرات اللاحقة، وكذلك لا تمتلك نظامًا شعاعيًا. تضاءل النشاط البركاني البازلتي الهائل في الفترة الإمبرية وتوقف خلال هذه الفترة الطويلة من الزمن القمري. تم تحديد أحدث تدفقات الحمم القمرية مبدئيا من الصور المدارية بشكل مؤقت بالقرب من نهاية هذه الفترة. وفي هذا الوقت أيضًا ضعف المجال المغناطيسي للقمر وتضاءل ثم اختفى تمامًا مما جعل الغلاف الجوي للقمر يختفي واحتمال اختفاء السطح والمياه والحياة، وابتعد القمر عن الأرض لمسافة تزيد عن 300,000 كيلومتر.